# Dieter Adam (Autor)
Dieter Adam (* 16. Mai 1941 in Hanau; † 20. Februar 2019 in Gemünden (Wohra)) war ein deutscher Autor und Musiker.

## Leben
Dieter Adam wuchs in Zellhausen auf und besuchte nach dem Schulabschluss der Mittleren Reife die Höhere Handelsschule und lernte den Beruf als Bankkaufmann, den er bis 1980 bei verschiedenen Banken in Hanau und Frankfurt ausübte, danach war er noch elf Monate als Immobilien-Makler tätig. Bereits als Fünfzehnjähriger war er 1956 Mitbegründer der legendären Jazzband Sugar Foot Stompers in Hanau, im Jahre 1957 wurde er Organist und Chorleiter an der Hanauer St. Josefs-Kirche. 1972 zog er zunächst nach Seligenstadt, später nach Mainflingen.
Mit 18 Jahren wurde er Pianist und Sänger der Tanzkapelle DAIANA im Raum Offenbach, danach Chef der hessischen Kultgruppe Adam und die Micky’s. 1969 wurde die erste Schallplatte „Papa, du hast dich ja schon widder vollgesoffe“ der Adam und die Micky’s veröffentlicht, es handelte sich um eine Parodie von Heinjes „Mama“, von der 150.000 Singles verkauft wurden.
Innerhalb kurzer Zeit folgten eine Reihe weiterer Kulthits aus seiner Feder, wie die Lieder „Heut is widder Hauskonzert“, „Uwe, Uwe schrie der Papa“, „Im Wagen vor mir fährt so´s alter Simpel“ oder „Quellkartoffel un Dupp Dupp“. Seine Musik machten ihn über Hessen hinaus beliebt und bekannt, er schrieb auch Lieder für andere Künstler wie Ernst Neger, Margit Sponheimer und Lia Wöhr.  Es folgten unzählige Auftritte in Fernsehsendungen wie Zum Blauen Bock, So isses, ZDF-Fernsehgarten,  ZDF Sonntagskonzert, „Die Musik kommt“ und „Hessen lacht zur Fassenacht“. Die heimliche hessische Nationalhymne „Die Runkelroiweroppmaschin“ wurde 2008 von den Zuschauern des Hessischen Rundfunks zum beliebtesten Fastnachtslied gewählt. Im Jahre 2012 wurde Tumor auf der rechten Stimmlippe diagnostiziert, am 8. Februar 2013 war sein letzter Auftritt, nach einer Total-Operation des Krebs befallenen Kehlkopfs war Adam seit 2014 stumm. Adam produzierte 2016 noch eine Adam-und-Micky´s-CD mit dem Titel „Nachschlag“ mit achtzehn neuen und alten Liedern, für die Adam die Playbacks schuf und andere hessische Sänger, wie Thomas Bäppler-Wolf, an seiner Stelle singen ließ.
Siehe auch: Adam und die Micky’s
Adam begann die Schriftstellerei 1974, als er für das Volkstheater Frankfurt von Liesel Christ das hessische Volksstück mit Musik „Das Herz von Frankfurt“ schrieb, das im folgenden Jahr mit einer goldenen Schallplatte ausgezeichnet wurde. Es folgten die Stücke „Falsche Fuffziger“ und „Die falschen Fuffziger in Texas“, die ebenfalls vom Volkstheater Frankfurt gespielt wurden. Ab 1981 arbeitete Dieter Adam als freiberuflicher Musiker und Schriftsteller, mittlerweile Autor von 23 Ein- und Mehrakter für die Laientheatern, die aber auch von Profibühnen wie Peter Steiners Theaterstadl aufgeführt und teils im Fernsehen ausgestrahlt wurden. Fünf seiner Stücke erschienen im Deutschen Theaterverlag, darunter Blaues Blut und Erbsensuppe (2006).
Ab 1976 wurden über einhundert Heftromane aller Art und Kurzgeschichten für die Yellow Press veröffentlicht, dazu etliche Mundartbücher, Büttenreden-Bücher zu karnevalistischen Themen und die Kinderbücher „Ottokar, das Zauberpferd“, sowie „Ottokar mischt wieder mit“. Sein bekanntestes Buch war das Hessische Adventskalennerbuch (Nidderau 2002), das 24 heitere und besinnliche Geschichten und Gedichte zur Advents- und Weihnachtszeit enthält. Nachdem Dieter Adam wegen seines Stimmverlusts ab 2013 nicht mehr auf die Bühne kann, arbeitete er alte Manuskripte auf und veröffentlicht sie als books on demand in eigener Regie.
Bereits im Jahre 2004 zog Dieter Adam nach Gemünden, weil dort seine Tochter lebte.
An seinem nordhessischen Wohnsitz trat er wiederholt als Musiker bei Fastnachtsveranstaltungen und Gemeindenachmittagen mit mäßigem Erfolg auf: „2005 habe ich es Rosenmontag mal mit einer Büttenrede versucht. Kein Mensch hat es verstanden. Tags zuvor haben die Leute in Frankfurt gewiehert, hier gab es verständnislose Gesichter. Die Leute sprechen meine Sprache nicht“. Am 20. Februar 2019 ist er an den Folgen seiner schweren Erkrankung gestorben.

## Bibliografie
Absteigend chronologische Aufstellung der erwerbbaren Literatur:
- Heimatjuwelen Band 9: Hochmut kommt vor den Fall. epubli, 2021, ISBN 978-3-7531-7201-9.
- Das waren Adam und die Micky´s: Erinnerungen an die hessische Kultband. Books on Demand, 15. Januar 2019
- Das Grauen geht um. Independently published, 2018, ISBN 978-1-980759-43-0.
- Kroniak – das Grauen geht um. Books on Demand, 7. September 2018
- Bommels verrückte Heimkehr. Deutscher Theaterverlag, Weinheim 2017
- Hessisches Atzventzkalennerbichelche. Books on Demand, 2017, ISBN 978-3-7448-1081-4.
- Die Insel der lebenden Toten. Kindle-Ausgabe Books on Demand, 27. Juli 2017
- Heißblütig wie der Steppenwind: Roman um den Rocker-Kaplan. Kindle-Ausgabe Books on Demand, 10. Juli 2017
- Tagebuch einer Dirne. Kindle-Ausgabe Books on Demand, 6. Juni 2017
- Geldgeil: Roman um den Rocker-Kaplan im Dirnenviertel. Kindle-Ausgabe Books on Demand, 5. Juni 2017
- Der Sohn des Satans. Kindle-Ausgabe Books on Demand, 29. Mai 2017
- Hochwürden und die Ossimäuschen: Roman aus dem Dirnenmilieu. Kindle-Ausgabe Books on Demand, 15. Mai 2017
- Hochwürden und die leichten Mädchen: Roman aus dem Dirnenmilieu. Books on Demand, 9. Mai 2017
- Der Schwarze Ochs vom Ammersee. Weinheim, Deutscher Theaterverlag, 2017
- Rabatz im Stall von Bethlehem. Reinehr Verlag, Mühltal 2017
- Der bronzene Jüngling. Reinehr Verlag, Mühltal 2017
- Der Schwiegersohn im Doppelpack. Reinehr Verlag, Mühltal 2017
- Sexskandal in Knibbelsbrunn. Reinehr Verlag, Mühltal 2017
- Geh zum Teufel, mein Engel: heiterer Roman aus den 80er Jahren. Books on Demand, 30. November 2017
- Aufstand der Pantoffelhelden. Reinehr Verlag, Mühltal 2016
- Dauerkrach am Ohlebach. Reinehr Verlag, Mühltal 2016
- Der Lover aus dem Internet. Reinehr Verlag, Mühltal 2016
- Herz, Schmerz und Gänsehaut: 36 Kurzgeschichten aus den 80er Jahren. epubli, 4. Edition, 3. Juni 2016
- Das Geheimnis der silbernen Muschel: Fantasyroman für Kinder. Books on Demand, 2016, ISBN 978-3-8423-6057-0.
- So war's – oder so ähnlich: Die Adam-von-den-Micky's-Story. Books on Demand, 2016, ISBN 978-3-8391-7987-1.
- Der Schwindel mit Aki. Reinehr Verlag, Mühltal 2016
- Ehekrach am Hochzeitstag. Reinehr Verlag, Mühltal 2016
- Mein emanzipierter Mann. Reinehr Verlag, Mühltal 2016
- Traue keinem Opa. Reinehr Verlag, Mühltal 2016
- Trubel um ein Findelkind. Reinehr Verlag, Mühltal 2016
- Wehe, wenn's ein Junge wird. Reinehr Verlag, Mühltal 2016
- Ottokar mischt wieder mit: Neue Streiche vom Zauberpferd. Books on Demand; 1. Edition, 21. Dezember 2015
- En Haufe Texte: fast alle Liedtexte der hessischen Kultgruppe Adam und die Mick's. epubli; 5. Edition, 2015, ISBN 978-3-7375-7053-4.
- Ottokar. das Zauberpferd, Norderstedt, Books on Demand; 1. Edition, 27. August 2014
- Verzähl mer was: hessische Sache zum Schmunzeln un Lache. epubli, 2. Edition. 2015, ISBN 978-3-7375-5684-2.
- Der Lover aus dem Internet. Teich, Darmstadt 2004
- Der bronzene Jüngling. Teich, Darmstadt 2003
- Ehekrach am Hochzeitstag. Teich, Darmstadt 2003
- Rabatz im Stall von Bethlehem. Teich, Darmstadt 2004
- Hessisches Adventskalennerbuch: 24 ungewöhnliche. heitere und besinnliche Geschichten und Gedichte zur Advents- und Weihnachtszeit, Nidderau, Michaela Naumann, 2002, ISBN 3-933575-81-8.
- Schon wieder Krach im Doppelhaus. Teich, Darmstadt 2001
- Der Schwiegersohn im Doppelpack. Teich, Darmstadt 2000
- Viele heißen Waldemar. Weinheim, Deutscher Theaterverlag, 2000
- Bommels verrückte Heimkehr. Teich, Darmstadt 1999
- Traue keinem Opa! Teich, Darmstadt 1996
- Der Schwarze Ochs vom Ammersee. Teich, Darmstadt 1995
- Wahl-Skandal in Kleckertal. Teich, Darmstadt 1993
- Im Doppelhaus geht's wieder rund. Teich, Darmstadt 1990
- Weihnachtsbraten – Pustekuchen! Teich, Darmstadt 1990
- Eine Riesenschweinerei. Teich, Darmstadt 1989
- Rambazamba am Lido Makkaroni. Teich, Darmstadt 1988
- Blaues Blut und Erbsensuppe. Weinheim, Deutscher Theaterverlag, 1987
- Wehe. wenn's ein Junge wird!, Teich, Darmstadt 1986
- Eine Frau muss her! Teich, Darmstadt 1984
- Familienkrach im Doppelhaus. Teich, Darmstadt 1984
- Ottokar. das Zauberpferd, Göttingen, Fischer, 1984
- Endlich mal ruhige Weihnachten! Teich, Darmstadt 1983
- Mein emanzipierter Mann. Teich, Darmstadt 1981
- Der Vereinsmeier. Teich, Darmstadt 1980
- Wir spielen Mini-Theater. Teich, Darmstadt 1979
- Das Millionending. Weinheim, Deutscher Theaterverlag, 1978
- Der Fehltritt des Herrn Blümchen. Teich, Darmstadt 1978